# 于伊绍尔特
于伊绍尔特，是匈牙利南部巴奇-基什孔州所辖的一个村，总面积32.89平方公里，总人口186，人口密度16人/平方公里（2001年）。地理坐标为46°52′N 19°07′E。